# لازانیوت
لازانیوت نوعی از پاستا صاف و پهن است. این نوع پاستا بسیار شبیه به لازانیاته است و در تهیه غذاها به همان شیوه‌ای که لازانیاته استفاده می‌شود، به کار می‌رود؛ با این حال، لازانیوت طولانی‌تر است و یک لبه موج‌دار فقط در یک طرف دارد.